# Sonny Hertzberg
Sidney « Sonny » Hertzberg est un joueur américain de basket-ball, né le 29 juillet 1922 à Brooklyn, borough de New York, et mort le 24 juillet 2005 à Woodmere, dans l'État de New York. Après une carrière universitaire disputée avec les Beavers du City College of New York, il intègre la nouvelle Basketball Association of America (BAA), qui devient ensuite la National Basketball Association (NBA), jouant successivement pour les Knicks de New York, les Capitols de Washington et les Celtics de Boston. Avec les Capitols sous la houlette de Red Auerbach, Hertzberg accède en 1949 aux finales BAA, lors desquelles son équipe s'incline face aux Lakers de Minneapolis emmenés par George Mikan.